# Estação Pradillo
Pradillo é uma estação da Linha 12 do Metro de Madrid.